# Казини (Пистоја)
Казини је насеље у Италији у округу Пистоја, региону Тоскана.
Према процени из 2011. у насељу је живело 833 становника. Насеље се налази на надморској висини од 39 м.